# Catedral de Santiago y San Cristóbal (Corfú)
La Catedral de Santiago y San Cristóbal (en griego: Καθεδρικός Ναός Αγίου Χριστοφόρου και Ιακώβου) es la sede de la arquidiócesis de Corfú, Zacinto y Cefalonia, en el país europeo de Grecia.
La vieja catedral se encuentra en la antigua fortaleza de Corfú y se dedicó a los apóstoles Pedro y Pablo. Este templo fue uno de los monumentos más antiguos de la antigua fortaleza y fue originalmente una catedral ortodoxa, que desde el siglo XIII hasta el siglo XVII fue la catedral de los católicos de la ciudad. Originalmente la iglesia fue una basílica y junto a ella había una capilla dedicada a San Arsenio, primer obispo de Corfú (876-952) que vino de Bitinia de Judea. El templo fue destruido en 1718 por un incendio causado por una explosión de la pólvora y en el lugar fue construido un templo más pequeño que ya no es perteneciente a la diócesis católica. La Iglesia ortodoxa griega también construyó una pequeña capilla dentro de la fortaleza dedicada a San Arsenio. Hoy en día no hay rastro de estos templos.
El 31 de diciembre de 1533 el Arzobispo Jacobus Cocco consagró el templo. En la noche del 13 de septiembre de 1943 después del bombardeo alemán fue destruido por completo el exterior de la iglesia. La reconstrucción concluyó en 1970